# Genlock
Als Genlock (generator locking device) wird die Fähigkeit von Videosignalquellen bezeichnet, sich in Frequenz und Phase des Bildwechsels von außen synchronisieren zu lassen, so dass zum Beispiel zwei Signalquellen unterbrechungs- und störungsfrei gemischt werden können oder zwischen ihnen umgeschaltet werden kann. In Studioumgebungen erfolgt die Synchronisation in der Regel durch einen extern erzeugten Studiotakt, Videosignale von Computern werden auf das zu bearbeitende externe Videosignal synchronisiert.
Dazu wird häufig eine PLL-Schaltung eingesetzt. Diese gewinnt aus dem meist niederfrequenten Taktsignal (z. B. Synchronsignal beim Fernsehen) ein höherfrequentes Signal (z. B. Pixeltakt), das dann anstelle des eigenen freilaufenden Oszillatorsignales eingesetzt wird.
Falls das Videosignal am Ausgang immer noch nicht sauber genug ist, wird zur Sicherheit oft noch ein Time Base Corrector (TBC) dahintergeschaltet.
In der EDV enthalten Genlocks häufig auch noch kleine Bildmischer, mit denen es möglich ist, das vom Rechner generierte Bild mit einem von einer externen Quelle bereitgestellten Bild zu kombinieren.

## PC-Genlock
Im PC-Bereich wird ein Genlock zum Synchronisieren des PCs auf einen Studiotakt verwendet. Damit wird (im PAL-Bereich) die vertikale Bildwiederholfrequenz auf 50 Hz gesetzt, um bei einer üblichen Auflösung von 720×576 Punkten eine ruckfreie Ausgabe von Animation, Video, Ticker usw. zu ermöglichen (Bei NTSC werden stattdessen 720×480 Punkte bei 59,94 Hz verwendet).
Würde unter PAL die Bildwiederholfrequenz weiter mit zum Beispiel 60 oder 70 Hz laufen, käme keine saubere Animation zustande, da der Rechner die Animation dann mit 60 oder 70 Hz berechnen würde. Unweigerlich sind dann 10 oder 20 Bilder zu viel, und die Animation hinkt. Dies lässt sich auch bei diversen Scankonvertern beobachten, die einfach ein VGA-Signal mit 60 oder 70 Hz nehmen und dieses auf 50 Hz umkonvertieren: Bei Standbildern gelingt dies gut, aber bewegte Bilder ruckeln sehr stark.
Beim echten Genlock wird zudem das Bild nicht interpoliert oder in der Größe geändert. Dadurch bleibt die Qualität des PC-Bildes mit 720×576 Punkten voll erhalten.
Zusätzlich bieten Genlocks oft noch eine Overlay-Funktion, um mittels Key (Maske, meist einfach durch Wahl einer bestimmten Farbe als transparent definiert) die PC-Grafik in ein Videosignal einzustanzen. Das kann z. B. für Logo-, Ticker-, PIP-Einblendung u. v. m. genutzt werden.

## Amiga-Genlock

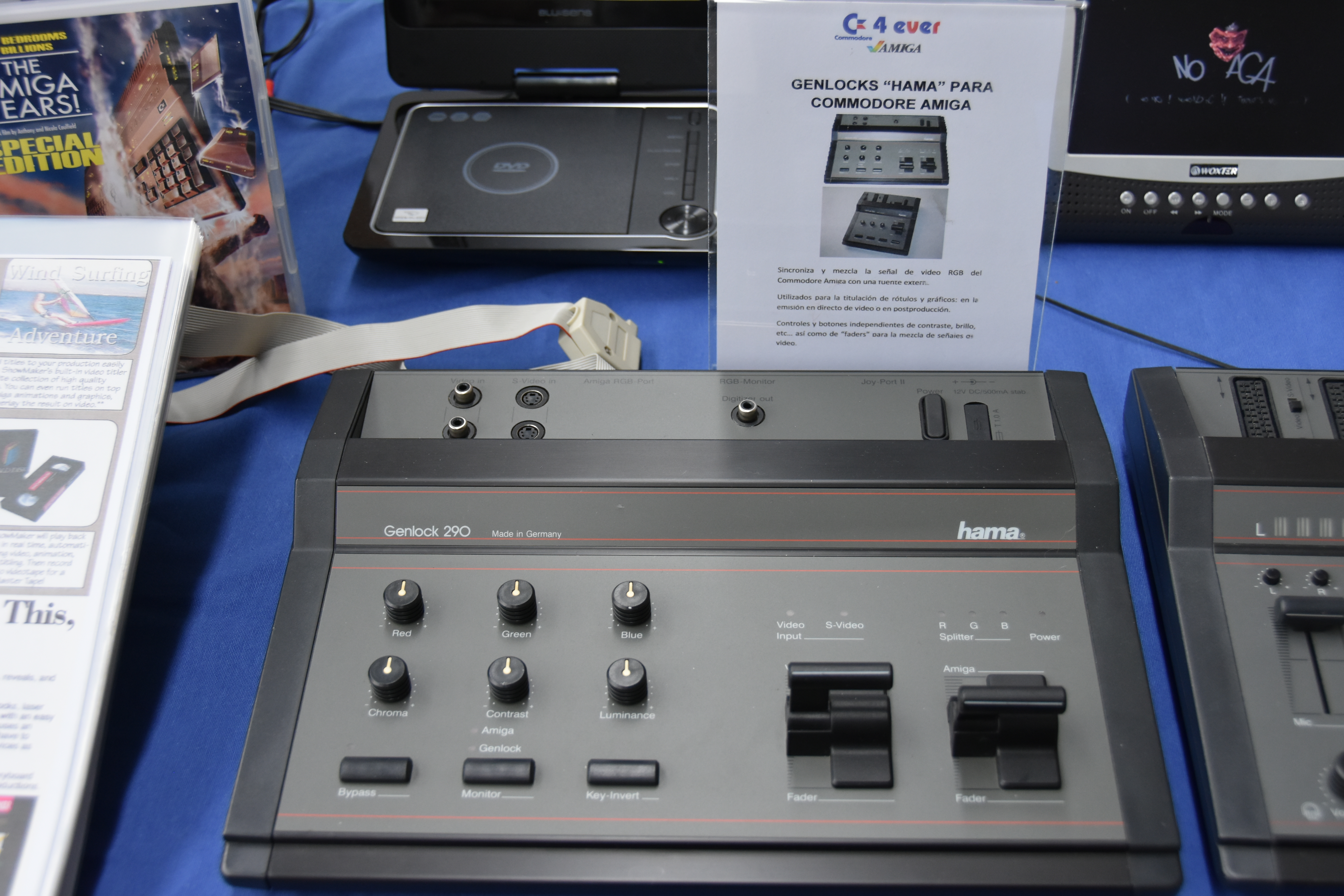
Genlock für den Amiga

Der Amiga-Computer von Commodore war der Pionier dieser Technik im Bereich der Personal Computer. Hier wurde nicht nur der Videoteil, sondern gleich der komplette Rechner auf die externe Taktquelle synchronisiert, ein Tribut an das auf Fernsehauflösungen optimierte Design dieser Plattform. Der Amiga wurde mit dieser Besonderheit für etwa zehn Jahre zur Standardausrüstung in Heim- und professionellen Videostudios. Einige Sendeanstalten setzten diese Technik längere Zeit zur Einblendung ihrer Stationslogos in eine Ecke des laufenden Programms ein.